# 中華民國陸軍兵工配件製造廠

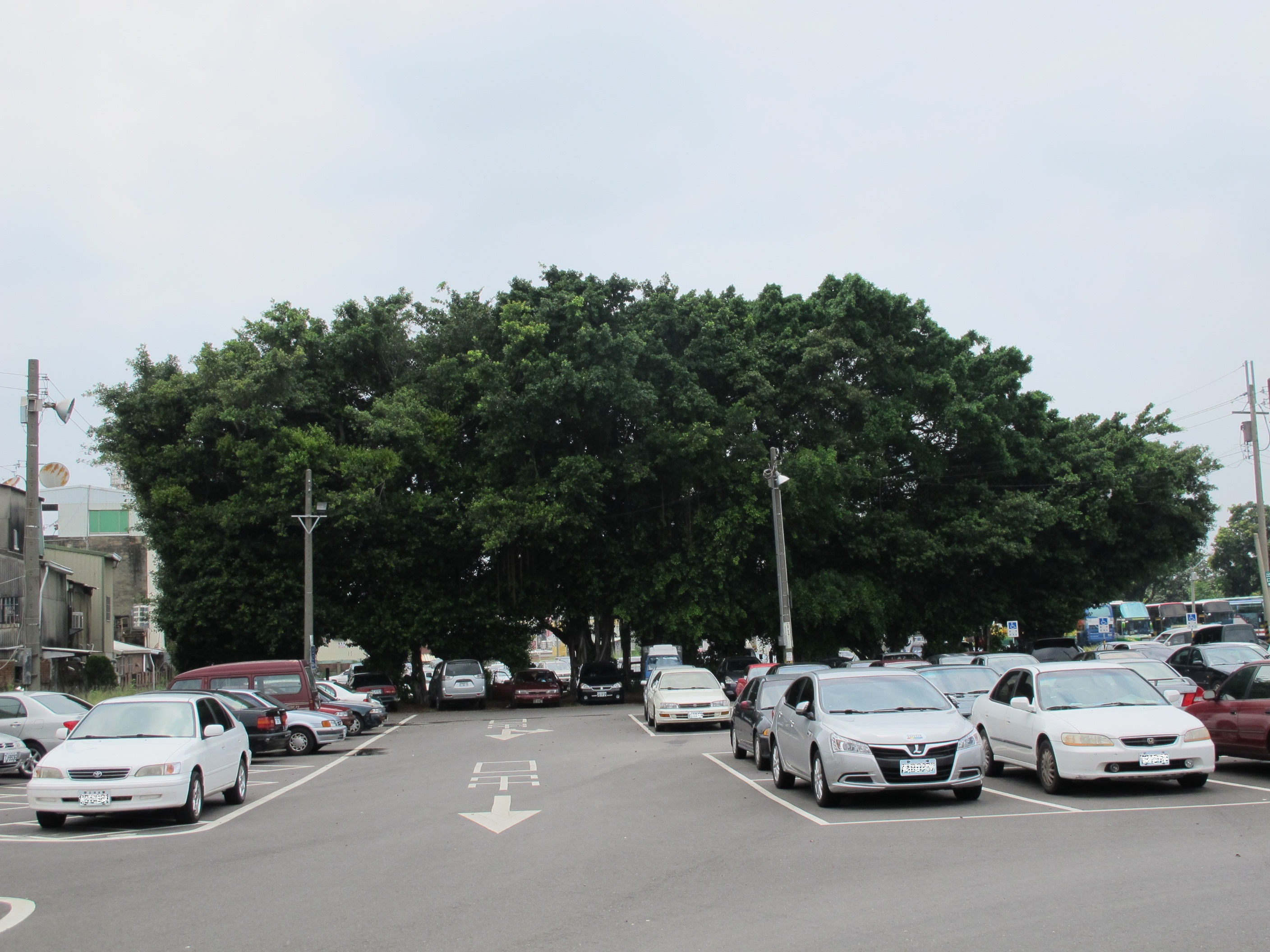
原台南兵配廠裡的榕樹群

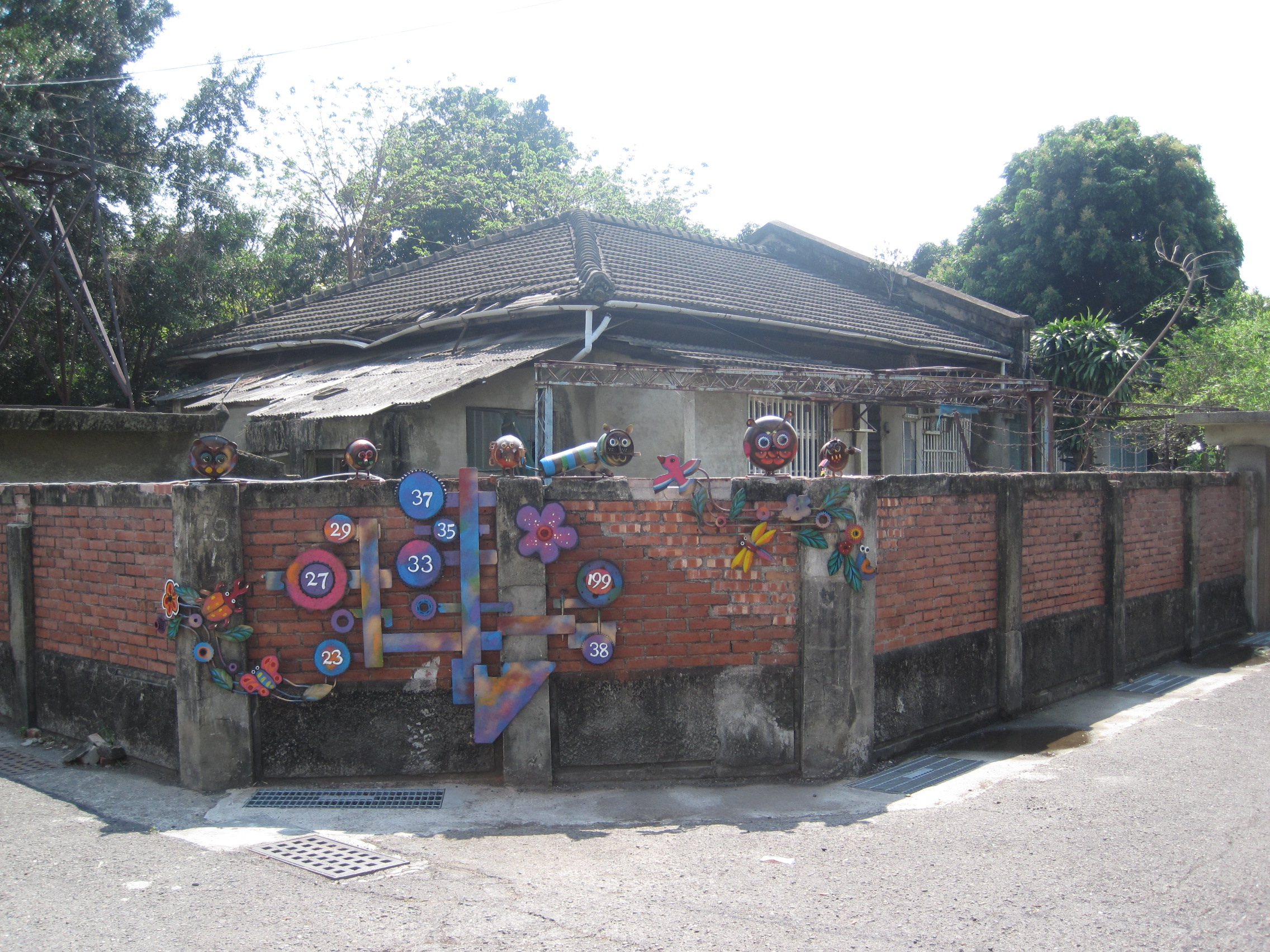
原日軍步兵第二聯隊官舍群

陸軍兵工配件製造廠簡稱兵配廠，位於台南公園西側，為二次戰後設立，於1997年拆除，而該地沿襲舊名仍稱兵配廠；也有人稱「兵工廠」，其名來自於附近開設的兵工廠PUB。兵配廠廣義地還包含了過去由國立成功大學使用的教職員宿舍，以及公園新村（已拆除）。

## 沿革
兵配廠一帶因位於臺灣府城內較偏僻處且地勢較高，自清代以來一直作為軍事用地。
- 1685年：鎮守台澎總兵官署。
- 日治時期：成立山砲兵部隊、工兵營，興建陸軍官舍（原日軍步兵第二聯隊官舍群，即321巷藝術聚落）。
- 1945年後：集合江西省南昌市等地軍事機器設備的504廠在此設置「陸軍兵工配件製造廠」。
- 1960年：國立成功大學與軍方簽訂協議，取得宿舍使用權[1]。
- 1992年：國防部將兵配廠核定編為「陸軍兵工整備發展中心」，遷廠至南投縣集集鎮[2]。
- 1997年：軍方房舍拆除，僅留下成大宿舍區及少數軍眷住宅。
- 2003年：開闢為停車場，後來亦曾做為國道客運停車場。
- 2018年：興建「臺南轉運站」，以整合北門路上的國道客運站點。
- 2021年：興建「長興生態公園」[3]。
- 2025年：將蛻變為「大銃段觀光藝文商業重劃區」，並配合忠義路北延公園北路工程打通交通瓶頸[4]。

## 其他
曾規劃興建台南城市願景館，惟目前計畫無下文。

## 附近
- 台南公園
- 原花園尋常小學校本館
- 國立臺南第二高級中學
- 總爺街